# Quebec Major Junior Hockey League
La Quebec Maritimes Junior Hockey League (in francese: la Ligue de hockey junior Maritimes Québec), (QMJHL abbreviato in inglese, LHJMQ in francese) è uno dei tre principali campionati giovanili di hockey su ghiaccio che costituiscono la Canadian Hockey League. Per il suo "complesso" nome, la Lega è spesso abbreviata in "The Q".
La QMJHL è nata nel 1969 dalla fusione di due leghe preesistenti. Il nome originale era Ligue de hockey junior majeur du Québec in francese e Quebec Major Junior Hockey League in inglese. La lega ha cambiato nome nel dicembre 2023, in riconoscimento del fatto che per quasi 30 anni ha incluso squadre delle province marittime del Canada.
La QMJHL è la più piccola (per numero di squadre) delle tre leghe giovanili canadesi. Le sue squadre sono provenienti dalle province canadesi del Québec, Nuova Scozia, Nuovo Brunswick, Isola del Principe Edoardo, e dallo Stato americano del Maine. Il presidente della QMJHL è Gilles Courteau.
La President's Cup è il trofeo che si aggiudica la squadra che vince il campionato. Il campione della QMJHL passa quindi a competere nella Memorial Cup contro i campioni della OHL, i campioni della WHL, e una squadra ospite.
Tra i giocatori che hanno esordito nella QMJHL vanno ricordati Mario Lemieux, Guy Lafleur, Ray Bourque, Pat LaFontaine, Mike Bossy, Denis Savard, Michel Goulet, Luc Robitaille e il portiere Patrick Roy.

## Squadre attuali
A partire dalla stagione 2025-26.
- Blainville-Boisbriand Armada
- Gatineau Olympiques
- Rouyn-Noranda Huskies
- Val-d'Or Foreurs
- Drummondville Voltigeurs
- Shawinigan Cataractes
- Sherbrooke Phoenix
- Victoriaville Tigres
- Baie-Comeau Drakkar
- Chicoutimi Saguenéens
- Quebec Remparts
- Rimouski Océanic
- Cape Breton Eagles
- Charlottetown Islanders
- Halifax Mooseheads
- Moncton Wildcats
- Newfoundland Regiment
- Saint John Sea Dogs